# 聖ウルスラの乗船

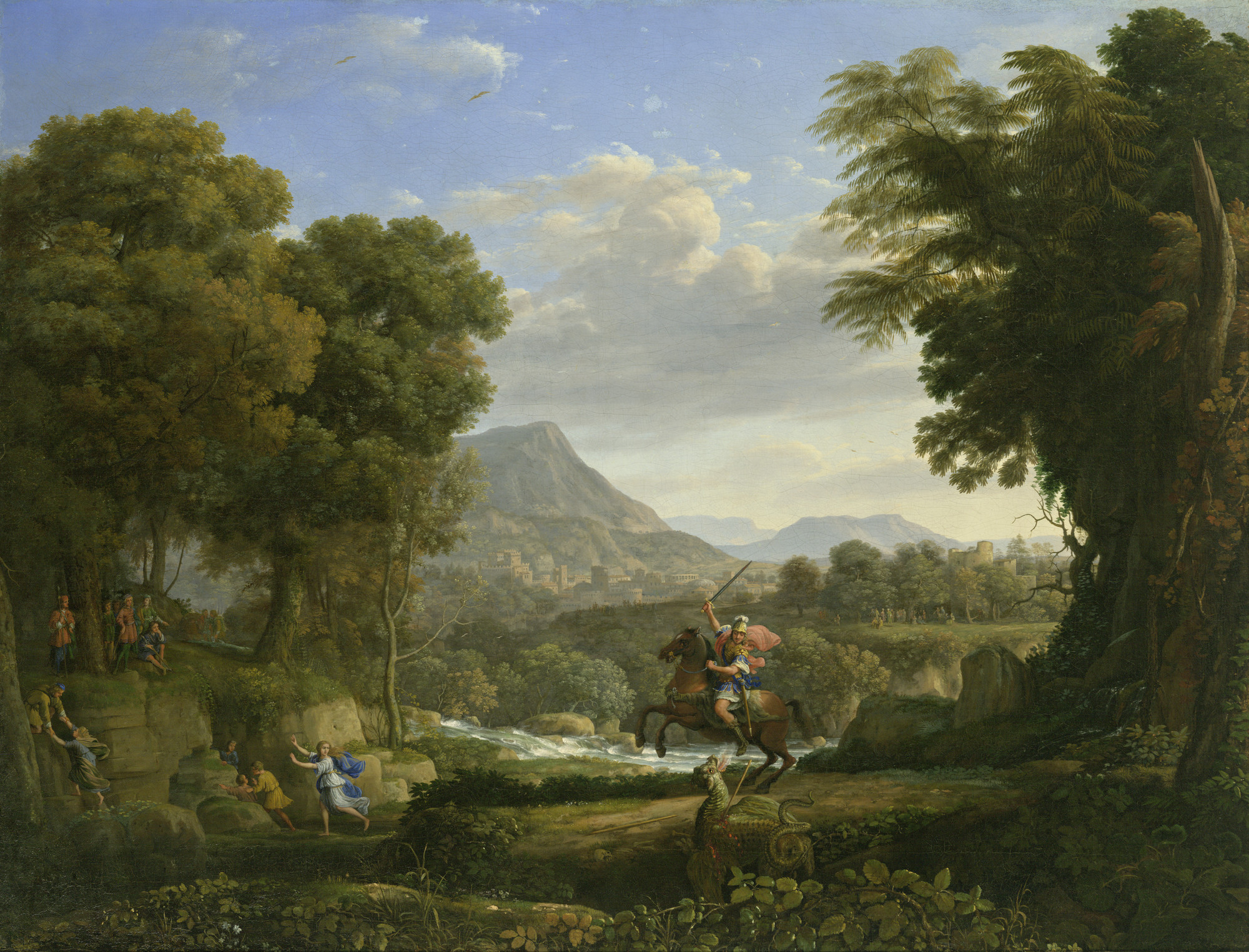
対作品『聖ゲオルギウスと竜のいる風景』1643年頃。ワズワース・アテネウム美術館所蔵。

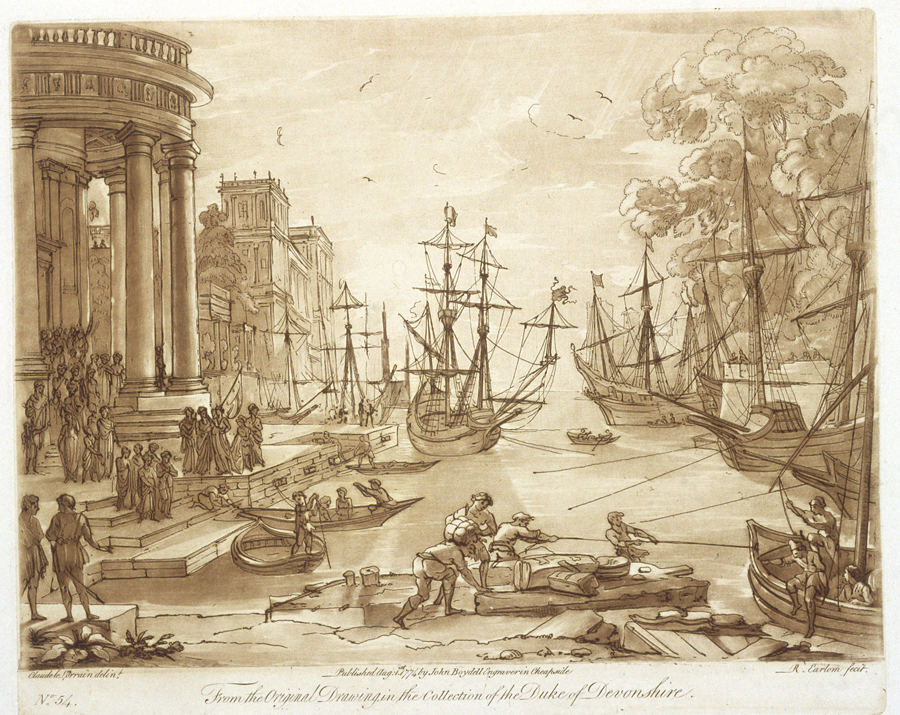
贋作を避けるため画家自身が作成した作品目録『リベル・ヴェリタリス』（Liber Veritatis, 真実の書の意）では54番に記録されている。

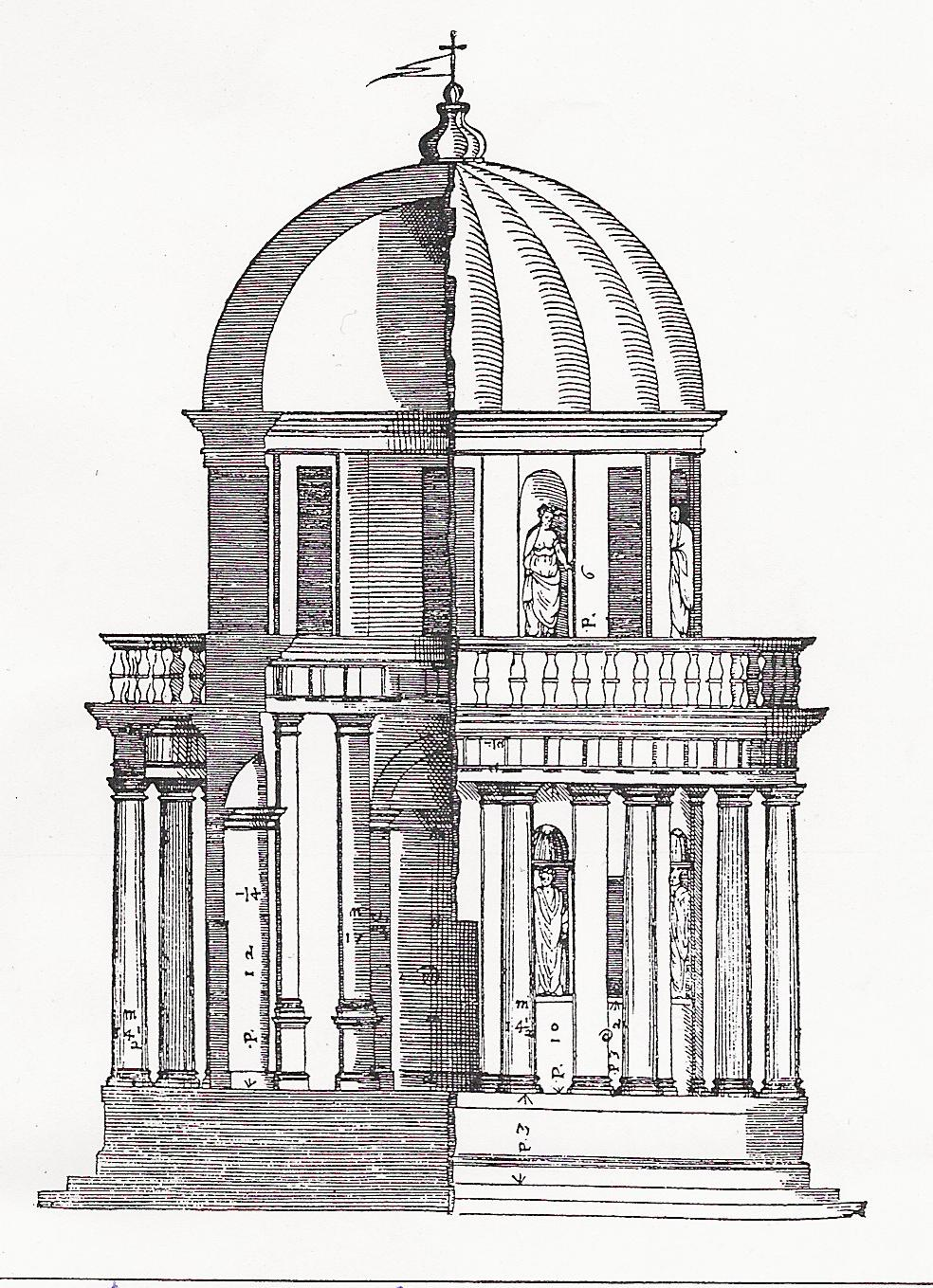
現在もサン・ピエトロ・イン・モントリオ教会の中庭に建っているテンピエット（Tempietto）。

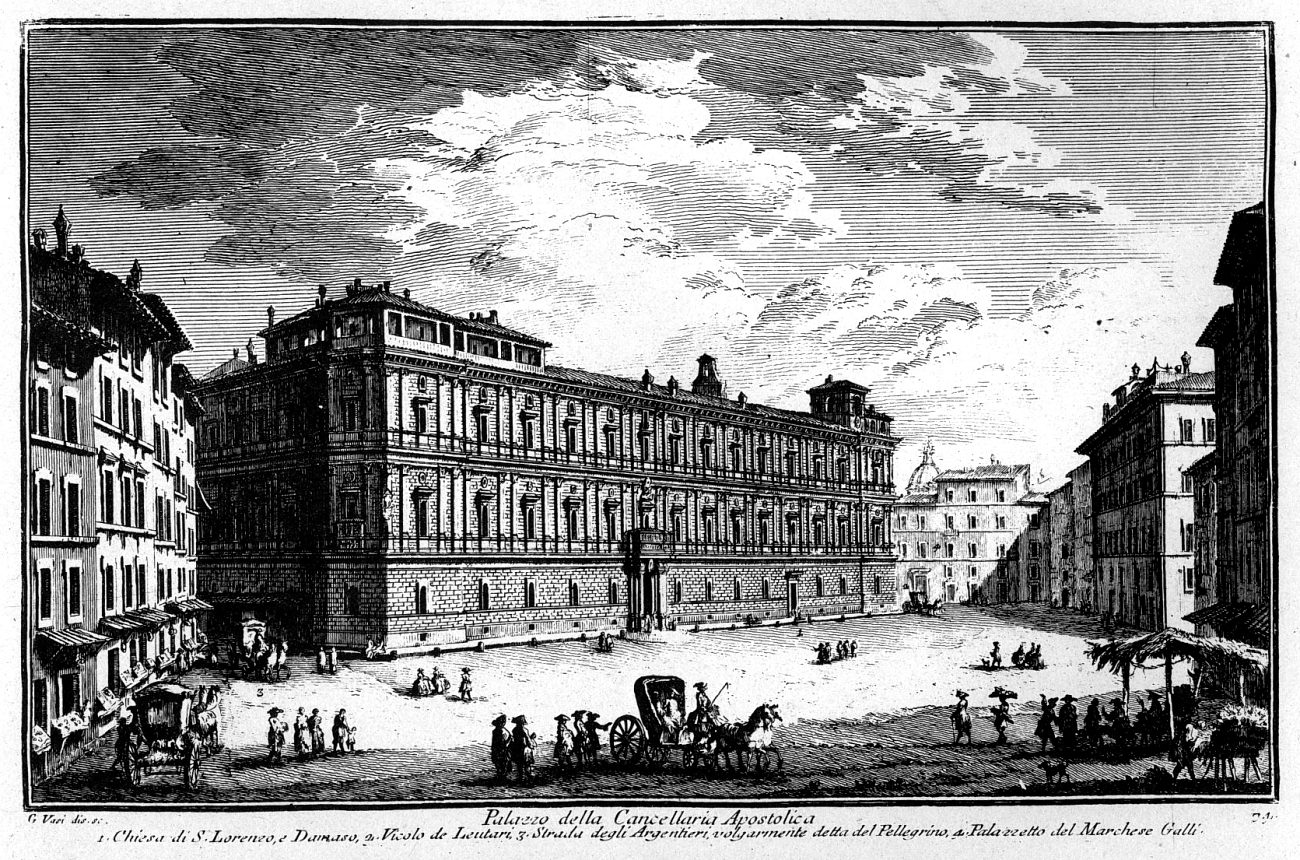
カンチェッレリア宮。

『聖ウルスラの乗船のある海港』（せいウルスラのじょうせんのあるかいこう、仏: Port avec l'embarquement de sainte Ursule, 英: Seaport with the Embarkation of Saint Ursula）は、フランスバロック時代の画家クロード・ロランが1648年に制作した絵画である。油彩。主題は13世紀のキリスト教の聖人伝説を集成した『黄金伝説』で語られた聖ウルスラの物語から取られている。
本作品は1824年にロンドンのナショナル・ギャラリーが設立に際して取得した最初の作品の1つである。所有者であるイギリスの銀行家ジョン・ジュリアス・アンガースタインが死去したとき、当時国内で最も素晴らしいと呼ばれたコレクションが国外に流出することを避けるため、彼のコレクションを購入して美術館を設立した。本作品はナショナル・ギャラリー設立のきっかけとなり国家によって購入されたアンガースタインの38点の絵画コレクションの1つである。このうちクロード・ロランの絵画は5点あり、残りの4作品は『海港』、『ディアナによって再会したケファロスとプロクリス』、対作品『シバの女王の乗船』と『イサクとリベカの結婚のある風景』である。いずれもナショナル・ギャラリーに所蔵されている。また大英博物館とウィット・コレクション（Witt collection）に準備素描が所蔵されている。

## 主題
『黄金伝説』によると聖ウルスラはブルターニュ出身の王女である。彼女はイングランドの異教徒の王子アイテリウス（Aetherius）との結婚を求められたとき、アイテリウスに改宗すること、1万1000人の乙女たちと一緒に巡礼の旅をすることを条件に結婚に同意した。こうしてウルスラは彼女たちを率いてローマに巡礼を行った。その後、ウルスラと乙女たちはドイツのケルンに立ち寄ったが、侵略者であるフン族によって乙女たちは全員殺され、聖ウルスラもまたフン族の王との結婚を拒否したため、矢で射殺された。

## 制作経緯
本作品は1641年、カトリック教会の高位聖職者であり、当時ローマ教皇ウルバヌス8世（1568年 - 1644年）の執事であったファウスト・ポリ（1581年 - 1652年）の発注によって描かれた。また対作品として『聖ゲオルギウスと竜のいる風景』（Landscape with Saint George and the Dragon）が制作された。この発注から間もなくファウスト・ポリはウルバヌス8世によって枢機卿の地位を与えられた。

## 作品
クロード・ロランはローマへの巡礼を終えた聖ウルスラと乙女たちを描いている。乙女たちは円柱に囲まれた巨大な円形の建築物から出てきて、港の船着き場の前で列をなし、帰りの船に乗船するのを待っている。聖ウルスラは画面左で黄色の服をまとい、白い旗を掲げて、船を待つ乙女たちを見つめている。乙女たちが携えた弓矢は、帰りの航海で待ち受けている殉教の運命を暗示している。鑑賞者の視線は画面左下で光景を目撃している2人の貴族と、絵画を横切ったところに配置された右側の船の船首によって聖ウルスラに向けられる。沈みゆく太陽は空の低い位置にあり、柔らかくぼんやりとした光を画面に投げかけて、遠景に行くほど建築物や船といった風景を構成する諸要素の輪郭を曖昧にしていく。それでいて鑑賞者の注意を引く画面の中央に配置された船舶は、見事な逆光の効果によって描かれ、その長い影は陽光が反射する穏やかな波とコントラストを形成している。円形の建築物の奥には鉢植えが並んだテラスのある建物があり、その奥には4階建ての宮殿がそびえ、さらにその遠方の陽光でかすむ大気の中に灯台が立っている。空には海鳥が飛んでいる。画面の右下では船乗りたちが荷物を積み込むべく働いている。
太陽の柔らかい光と穏やかな海の調和は、詳細にいたるまで描き込まれた建物、樹木、船舶と同様に、クロード・ロランの海港の風景画の典型である。画家は架空の港を描くにあたり、現実の建築物を参考にしている。円形の建築物は、聖ペトロが磔刑に処された場所に建設されたサン・ピエトロ・イン・モントリオ教会の中庭のテンピエット（Tempietto）であり、少し後ろの宮殿は教皇の甥である枢機卿フランチェスコ・バルベリーニ（1597年-1679年）の住居であるカンチェッレリア宮との類似が指摘されている。
構図のいくつかのディテールはプラド美術館の『オスティアで乗船するローマの聖パウラがいる風景』（Landscape with St Paula of Rome Embarking at Ostia, 1639年）を彷彿とさせる。
絵画の中にはバルベリーニ家の青いエスカッシャンと蜂の紋章が描き込まれている。発注主のファウスト・ポリが執事を務めたウルバヌス8世は、俗世名マッフェオ・ヴィンチェンツォ・バルベリーニから分かるようにバルベリーニ家の出身である。バルベリーニ家は17世紀のローマで絶大な権力と影響力を持っていた。また熱心な絵画のコレクターであり、クロード・ロランのパトロンだった。バルベリーニ家の紋章は画面中央の帆船の青い旗に見ることができ、画面左の中景に立っている2人の人物によって賞賛されている。

## 来歴
ファウスト・ポリの死後、絵画は対作品『聖ゲオルギウスと竜のいる風景』とともに、ウルバヌス8世の甥である枢機卿アントニオ・バルベリーニ（1607年–1671年）の手に渡った。絵画はその後1世紀以上もの間、バルベリーニ家が所有していたが、1760年に売却され、英国に持ち込まれた。その後『聖ゲオルギウスと竜のいる風景』と離れ離れとなり、1781年にヴァン・ハイザイセン（Van Heythusen）、1786年に美術商ノエル・ジョセフ・デセンファン（Noel Joseph Desenfans）、ムーア・スレイド（Moore Slade）が所有したのち、1803年にアンガースタインのコレクションに入った。本作品を含むアンガースタインのコレクションがナショナル・ギャラリーに所蔵されたのは所有者が死去した1823年の翌年のことである。

## ギャラリー
アンガースタインのコレクションから購入されたクロード・ロランの残りの絵画は次の通り。

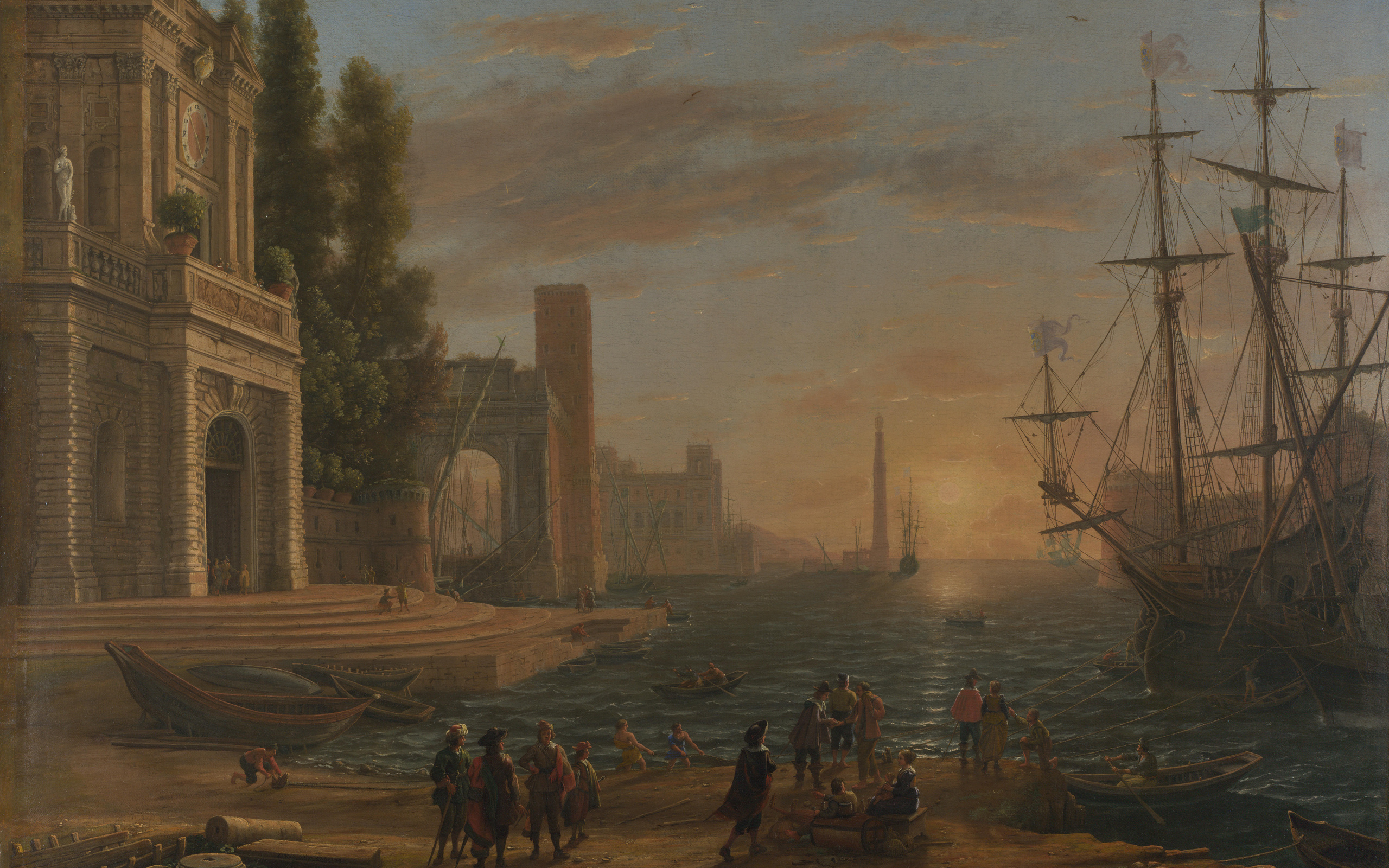
『海港』1644年
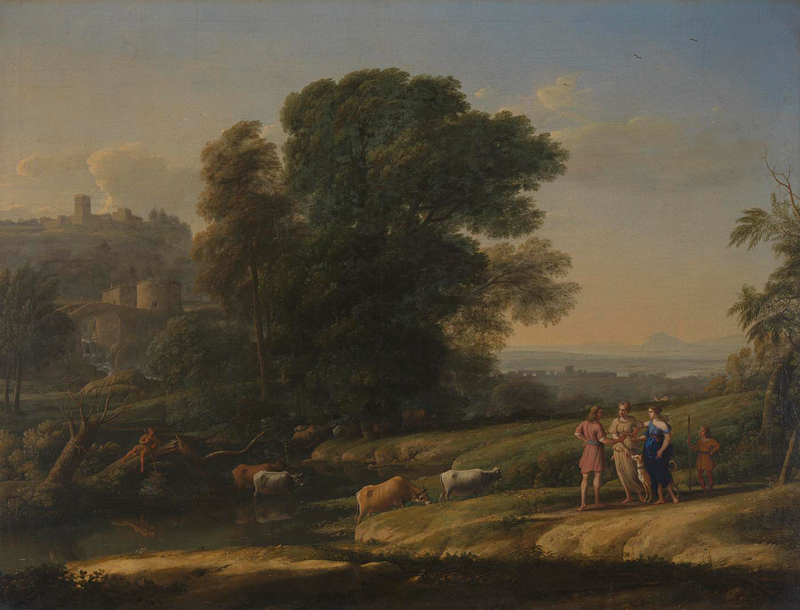
『ディアナによって再会したケファロスとプロクリス』1645年
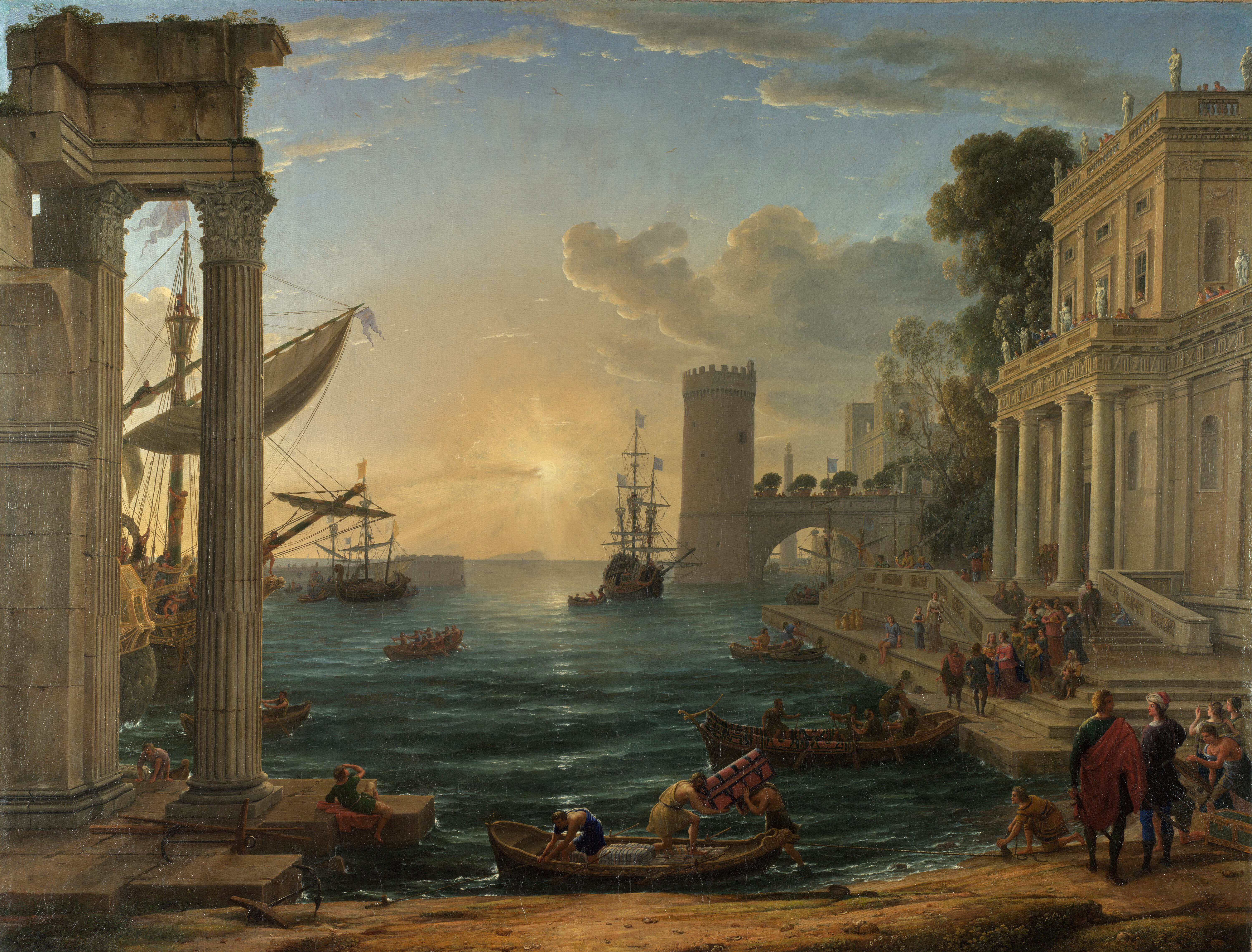
『シバの女王の乗船』1648年
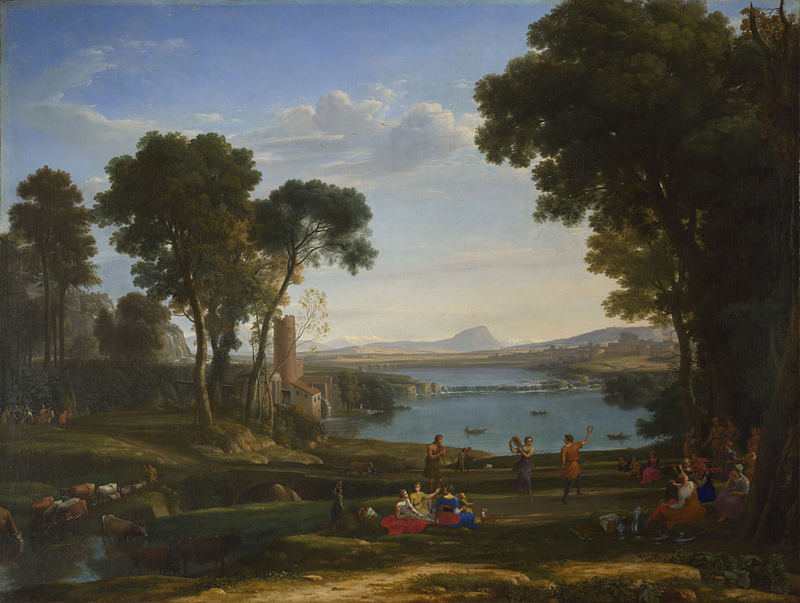
『イサクとリベカの結婚のある風景』1648年